# Berto Barbarani

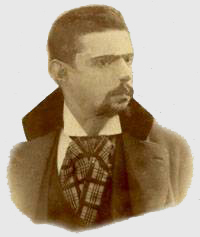
Berto Barbarani

Tiberio Umberto „Berto“ Barbarani (* 3. Dezember 1872 in Verona; † 27. Januar 1945 ebenda) war ein italienischer Journalist und Schriftsteller, der insbesondere als venezischer Dichter bekannt ist. Er dichtete in der venezischen Sprache und verfasste viele Gedichte, darunter wohl sein bekanntestes, Quà, dove l’Adese (Anfang):
Quà, dove l'Adese, sensa fermarse

rompe nei ponti la so canson,

stao atento ai versi che pol negarse,

li tiro a riva, col me baston.

## Werke und Ausgaben (Auswahl)
- El campanar de Avesa; poemetto vernacolo. (Verona, G. Civelli, 1900)
- Giulieta e Romeo. (Milano, L. Ronchi, [1905])
- I sogni. Terzo canzoniere. Copertina di Angelo Dall'Oca Bianca e note dell'autore. Mondadori, Roma-Milano, 1922
- Canzoniere veronese. Remigio Cabianca Editore, Verona, 1909
- I due canzonieri. Tipi di Apollonio, Verona, 1916
- Tutte le poesie Firenze: Cult Editore, 2009